# Битва при Вельбужде
Битва при Вельбужде (болг. Битка при Велбъжд) — ключевое сражение между войсками Второго Болгарского царства и Сербского королевства в Сербско-болгарской войне. Окончилось сокрушительным поражением болгарской армии.

## Предыстория
Во время правления Константина I (1257-1277) Болгария уступила византийцам свои владения в Северной Македонии, включая Скопье. Оба государства столкнулись с серьезными внешними и внутренними проблемами, и с 1280-х годов сербы начали расширять свое королевство на юг, в Северную Македонию.

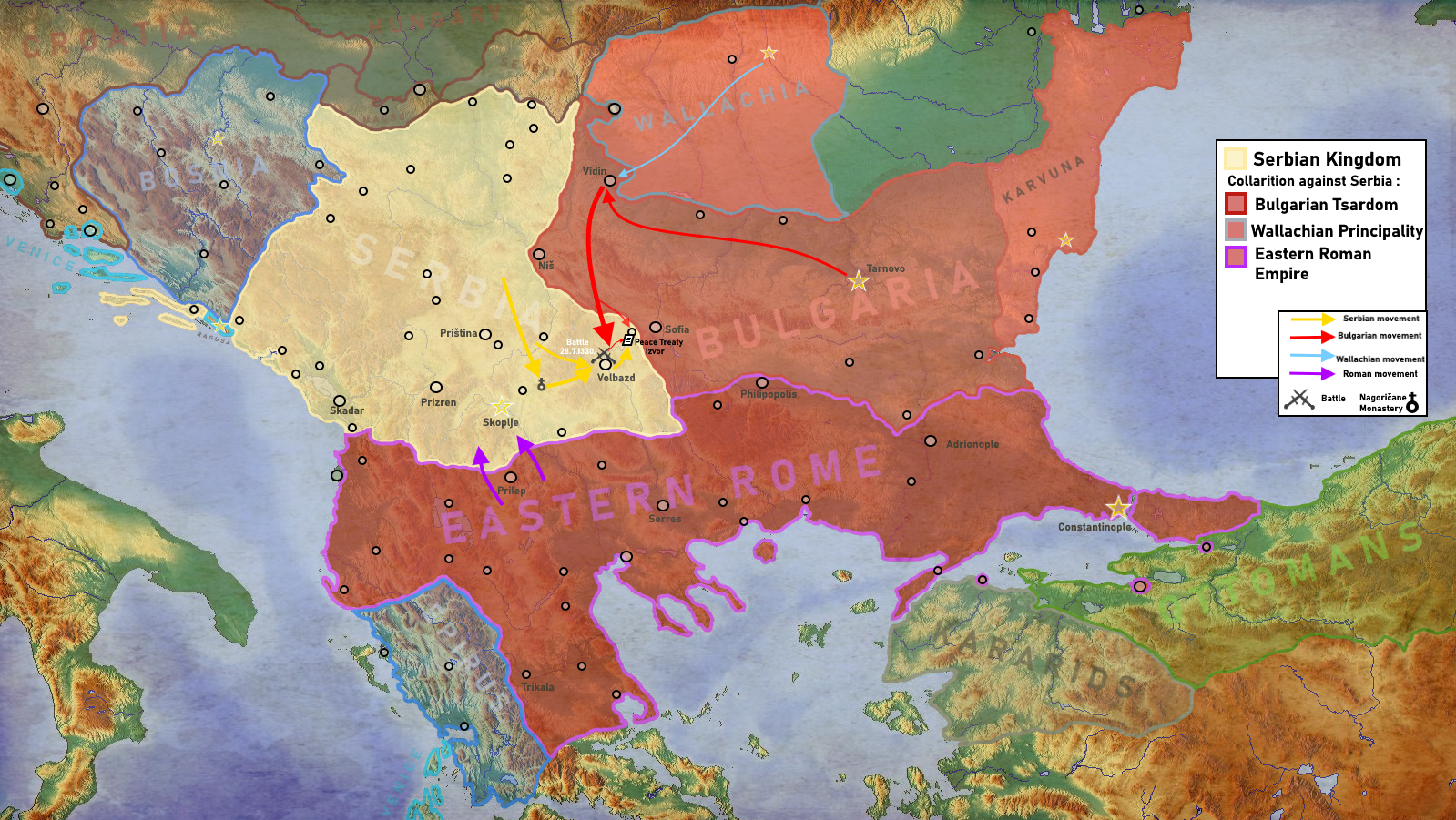
Балканы в 1330 году.

Во время гражданской войны в Византии 1320-1328 годов между императором Андроником II и его внуком Андроником III сербский король Стефан Урош III (Стефан Дечанский) активно поддерживал старшего Палеолога, в ходе войны завоевав несколько небольших крепостей в Македонии. После того, как в 1328 году Андроник III победил и низложил своего деда, отношения между двумя государствами пришли к состоянию необъявленной войны. С другой стороны, болгарский царь Михаил III Шишман поддерживал своего шурина Андроника III. Ранее, в 1324 году, он развелся и изгнал свою жену и сестру Стефана Анну Неду и женился на сестре Андроника III Феодоре. За это время сербы захватили несколько важных городов, таких как Просек и Прилеп, и в 1329 году даже осадил Охрид 13 мая 1327 года обеспокоенные усилением соседней Сербии два правители заключили союз против неё, после встречи в 1329 году было решено начать вторжение, которым занялся Шишман. Михаил Шишман желал вернуть северо-западные и юго-западные болгарские земли, которые ранее завоевали сербы. План включал полное уничтожение Сербии и ее раздел между Болгарией и Византийской империей.  Согласно некоторым сербским хронистам, Михаил потребовал подчинения сербского короля и пригрозил "установить свой трон посреди сербской земли".

## Сражение
Царь Михаил возглавил армию численностью около 15 000 человек, включая многочисленные вспомогательные войска из Валахии, Татарии и Ясс, которых он принял в Видине. Его целью было объединить свою армию с армией Андроника III, который находился в Пелагонии, а затем вместе выступить в поход против Стефана Дечанского. Однако в Вельбужде его перехватил Стефан Дечанский, армия которого насчитывала от 15 000 до 18 000 человек, в том числе каталонские и немецкие наемники, бывшие в качестве арьергарда под командованием его сына Стефана Душана.
Утром 28 июля сербы предприняли атаку, застав болгар врасплох их лагере. Первые болгарские позиции были прорваны. Болгары начали отступать, но были снова остановлены и в конце концов разбиты в решающем сражении, в котором особенно отличились князь Стефан Душан и его арьергард. Узнав о поражении болгар, Андроник III также воздержался от дальнейших действий против Сербии.

## Последствия

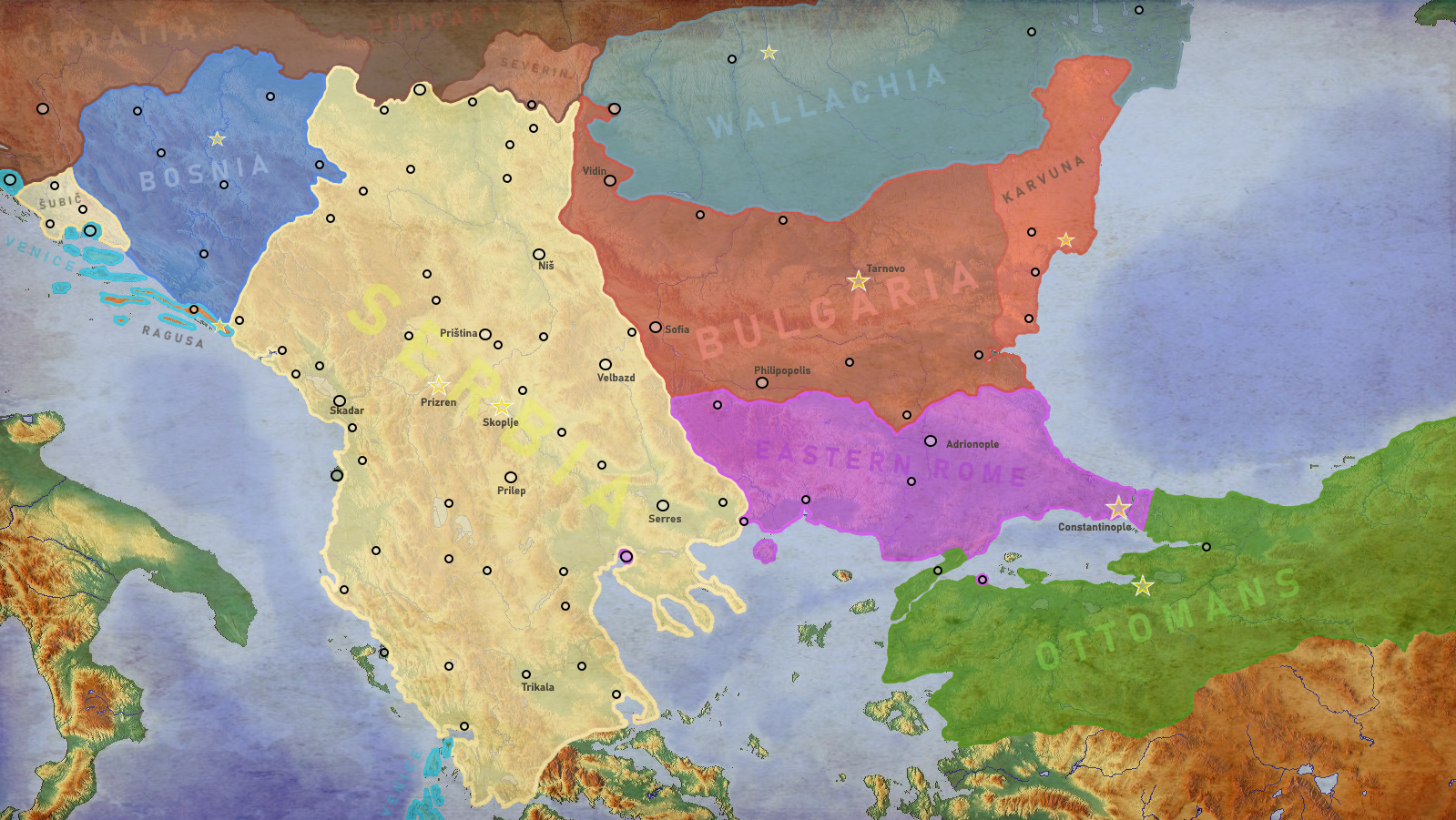
Сербия в 1354 году.

Исход битвы определил баланс сил на Балканах на ближайшие десятилетия, и хотя Болгария не потеряла территорий, сербы могли оккупировать большую часть Македонии. Сын Михаила Шишмана и сестры сербского правителя Стефана Анны Неды Ивана Стефана восемь месяцев с 1330 по 1331 год правил Болгарией с помощью своего дяди Стефана Дечанского. 2 августа болгарские бояре предложили мир сербскому королю. Стефан Дечанский встретился с ними в районе, известном как Мрака, принял предложение и согласился с тем, что Иван Стефан должен стать императором Болгарии, отказавшись таким образом от идеи объединения двух стран под скипетром своего сына Стефана Душана. После того, как было достигнуто соглашение с Мракой, Анне Неде и её сыновьям было приказано отправиться в столицу Болгарии Тырново. Иван Стефан вступил в город и был провозглашен императором во второй половине августа 1330 года. Хотя Ивану Стефану было чуть за 30, он правил вместе со своей матерью; причины этого неизвестны..
Услышав известие о смерти своего союзника, Андроник отказался от войны с Сербией и решил воспользоваться ослаблением северного соседа. Однако в 1332 году болгары разгромили византийцев в битве при Русокастро и вернули себе многие территории во Фракии. Стефан достиг Македонии и возвратил себе города, которые были захвачены византийцами в начале кампании. После успешного окончания войны Стефан вернулся к строительству монастыря в Высоких Дечанах, которому он даровал множество деревень в хартии, изданной в конце года.
В начале 1331 года 23-летний царевич Стефан Душан восстал против своего отца. В отличие от своего отца, он придерживался более агрессивной внешней политики, его поддерживала экспансионистски настроенная часть сербского дворянства. Во время восстания с января по апрель болгарская знать свергла Ивана Стефана с престола и привела к власти Ивана Александра (1331—1371), двоюродного брата Михаила.
В ближайшие 20 лет Сербия превратилась в сильнейшее государство в Юго-Восточной Европе. Когда Душану удалось занять трон в 1331 году, он начал войну с Византией (за 24 года правления проведя 13 походов), захватив Северную Македонию в 1333—1334 годах. Позже он воспользовался разразившейся там в 1341—1347 годах гражданской войной, чтобы расширить свой контроль над всей Македонией, Албанией, Эпиром и Фессалией. Болгария и Сербия поддерживали дружественные отношения, и в 1346 году Стефан Душан был коронован императором. 16 апреля 1346 года в Скопье (бывшей столице Болгарии) он сам короновался императором сербов и греков — титул, означающий притязание на наследование Византийской империи. Эти действия, которые византийцы восприняли с негодованием, по-видимому, были поддержаны Болгарской империей и царем Иваном Александром, поскольку патриарх Болгарии Симеон участвовал как в создании Сербского патриархата в Пече, так и в императорской коронации Стефана Уроша IV Душана.. Душан заключил брачный союз с болгарским царем Иваном Александром, женившись на его сестре Елене.